# Tercera cruzada sueca

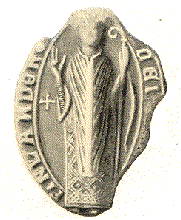

La tercera cruzada sueca fue una expedición militar en contra de los paganos carelios en territorio finlandés en el año 1293.

## Historia
Corresponde a la continuación de las míticas primera y segunda cruzadas suecas a Finlandia. El Castillo de Viborg fue establecido en 1293 en el sitio del destruido fuerte careliano, siendo así el puesto de avanzada más oriental del Reino medieval de Suecia. Después de la cruzada, la parte occidental de Carelia permaneció bajo dominio sueco hasta el tratado de Nyastad en 1721.
El nómbre de la expedición resulta bastante anacrónico, siendo parte de las cruzazdas bálticas. De acuerdo a la Crónica de Erik(Erikskrönikan) la razón detrás de la expedición fue la intrusión de paganos dentro de tierras cristianas. Según la misma crónica, los suecos conquistaron 14 divisiones del territorio Carelio.
Los carelios también habían participado en una expedición destructiva a Suecia en 1257, que llevó al rey Valdemar Primero de Suecia (1250–1275) a solicitar al Papa Alejandro IV que declarara una cruzada contra ellos, quien estuvo de acuerdo
Birger Magnusson, rey de Suecia entre 1290 y 1318, estableció en una carta del 4 de marzo de 1295 que el motivo de la cruzada fue la presencia de robos y saqueos realizados en el mar Báltico por parte de los carelios, además del secuestro de pobladores suecos.